# Шоу Філа Донаг'ю
Шо́у Фі́ла До́наг'ю (WDTN) — телевізійне ток-шоу, яке 6 листопада 1967 року запустив у Дейтоні, Огайо американський журналіст Філ Донаг'ю. Від 1970 до 1996 шу транслювалось на національному телебаченні.
2002 року шоу зайняло 29-е місце в списку 50 найкращих телевізійних шоу всіх часів журналу TV Guide.

## Історія
22 січня 1986 р Донаг'ю приїхав в СРСР (Ленінград, Київ, Москва). Цього ж року його шоу транслювалися по радянському телебаченню, що пропагувало жанр ток-шоу в країні. Від 1996 року на пару з Володимиром Познером вів щотижневу програму Posner & Donahue на телеканалі CNBC. У травні 1996 року вийшов останній випуск програми «Шоу Філа Донаг'ю», яка стала рекордним за тривалістю ток-шоу за всю історію американського телебачення.
У липні 2002 року на запрошення каналу MSNBC Філ повернувся в ефір, але його шоу на цей раз виходило всього сім місяців. 28 лютого 2003 року, незадовго до початку бойових дій в Іраку, Донаг'ю звільнили. Керівництво телеканалу заявило, що передачу закрито через низький рейтинг. Однак, програма Донаг'ю мала найвищий рейтинг зі всіх програм у прайм-тайм на цьому каналі.
Сам телеведучий назвав подію політичним рішенням. Шоу Донаг'ю в ефірі замінила програма «Ірак — зворотний відлік». За свідченням В. Познера, програму закрили після того як Донаг'ю необережно висловився проти війни в Іраку. Після цього він не міг знайти роботи на жодному з телеканалів, попри величезну популярність і бажання працювати.